# Sadu
Sadu es una comuna ubicada en el distrito de Sibiu, Rumania.

## Superficie
Posee una superficie de 46,99 kilómetros cuadrados.

## Demografía
Hasta 2021 la población era de 2561 habitantes, con una densidad de población de 54,50 habitantes por kilómetro cuadrado.